# Helga Seidler
Helga Seidler, nata Helga Fischer (Olbernhau, 5 agosto 1949), è un'ex velocista tedesca, specializzata nei 400 metri piani.

## Biografia
Durante la propria carriera ha vinto la medaglia d'oro nella staffetta 4×400 metri ai Giochi olimpici di Monaco di Baviera 1972, nonché la medaglia d'oro sia nei 400 metri piani che nella staffetta 4 × 400 m ai Campionati europei di Helsinki nel 1971.
Ha stabilito 3 record mondiali con la 4 × 400 m:
- Staffetta 4×400 metri: 3'29"28 ( Helsinki, 15 agosto 1971)
- Staffetta 4×400 metri: 3'28"48 ( Monaco di Baviera, 9 settembre 1972)
- Staffetta 4×400 metri: 3'22"95 ( Monaco di Baviera, 10 settembre 1972)

## Palmarès
| Anno | Manifestazione  | Sede     | Evento      | Risultato | Prestazione | Note            |
| ---- | --------------- | -------- | ----------- | --------- | ----------- | --------------- |
| 1971 | Europei         | Helsinki | 400 m piani | Oro       | 52"10       |                 |
| 1971 | Europei         | Helsinki | 4 × 400 m   | Oro       | 3'29"30     |                 |
| 1972 | Giochi olimpici | Monaco   | 400 m piani | 4ª        | 51"86       |                 |
| 1972 | Giochi olimpici | Monaco   | 4 × 400 m   | Oro       | 3'22"95     | Record mondiale |

## Altre competizioni internazionali
1970
- Coppa Europa di atletica leggera ( Budapest)